# Montecarlo (departamento)
| Departamento Montecarlo  | Departamento Montecarlo                  |
| ------------------------ | ---------------------------------------- |
| País:                    | Argentina                                |
| Província:               | Misiones                                 |
| Capital:                 | Montecarlo                               |
| Superfície:              | 1.770 km²                                |
| População:               | 34.073 (IDEC - 2001)                     |
| Densidade: 19,78 hab/km² |                                          |
| Altitude:                |                                          |
| Localização:             |                                          |
| Municípios:              | - Caraguatay - Montecarlo - Puerto Piray |
| Web:                     |                                          |
| Localização na província |                                          |
| Departamento             |                                          |

Montecarlo é um departamento da Argentina, localizado na província de Misiones.